# Kornel Filipowicz
Kornel Filipowicz (27. října 1913, Ternopil – 28. února 1990, Krakov) byl polský spisovatel, známý zejména jako autor povídek.
Část dětství a mládí (1923–1932) prožil v Těšíně.
Byl blízkým přítelem Wisławy Szymborské.